# Коэн, Тэннер
Тэннер Коэн (англ. Tanner Cohen; род. 1986) — американский актёр и певец, известный по роли Тимоти в фильме «Если бы весь мир был моим».

## Биография
В 2006 году впервые появился на экране в пяти эпизодах в американском сериале «Как вращается мир», где играл Тэда Бекера. В 2007 снялся вместе с Умой Турман и Эван Рейчел Вуд в триллере Вадима Перельмана «Вся жизнь перед глазами». В 2008 году дебютировал в главной роли в музыкальном фильме «Если бы весь мир был моим», основанном на пьесе Шекспира «Сон в летнюю ночь». Песни для саундтреков к фильму Тэннер исполняет сам. В 2009 году окончил Калифорнийский университет в Лос-Анджелесе. Является солистом электронной панк-рок-группы The Guts. Открытый гей.
В 2010 году актёр принял участие в проекте «Тревор» и акции It Gets Better.

## Фильмография
| Год       |     | Русское название          | Оригинальное название          | Роль           |
| --------- | --- | ------------------------- | ------------------------------ | -------------- |
| 2006      | с   | Как вращается мир         | As the World Turns             | Тед Бекер      |
| 2007      | ф   | Вся жизнь перед глазами   | Life Before Her Eyes           | Нейт Уитт      |
| 2008      | ф   | Если бы весь мир был моим | Were the World Mine            | Тимоти         |
| 2013      | ф   | Достать мистера Гоу       | Getting Go, the Go Doc Project | Док            |
| 2014      | с   | Дорогой доктор            | Royal Pains                    | курьер         |
| 2014—2015 | с   | В поиске                  | Lookings                       | Скотти         |
| 2017      | кор | —                         | Child Psychology               | Тэннер         |
| 2020      | с   | Рами                      | Ramy                           | мужчина в баре |
| 2020      | ф   | —                         | Cicada                         | Сет            |